# Tod und Mädchen
Tod und Mädchen ist ein expressionistisches Gemälde des österreichischen Malers Egon Schiele aus dem Jahr 1915, das im Oberen Belvedere der Österreichischen Galerie ausgestellt wird. Schiele gab dem großflächigen Bild mit den Maßen 150 × 180 Zentimeter zunächst den Namen Mann und Mädchen und auch Verschlungene Menschen.
Das Gemälde ist in einer Zeit entstanden, als der Maler nach der Heirat mit Edith Harms zum Militärdienst im Ersten Weltkrieg eingezogen war und diesen in einer Kanzlei in der Nähe von Wien versah. Die Präsenz des Todes, aber auch die Verknüpfung von Tod und Eros in mehreren seiner Werke aus dieser Zeit wird damit in Zusammenhang gebracht. In diesem Gemälde greift er das bereits seit der Renaissance bekannte Motiv vom Tod und Mädchen auf: die Frau umklammert die Gestalt wie einen Geliebten, der Tod, nicht als Gerippe, sondern in einer Mönchskutte dargestellt, verliert seinen Schrecken. In der Rezeption wird ein Vergleich zu Oskar Kokoschkas 1914 entstandenem Gemälde Die Windsbraut gezogen und damit festgestellt, dass die sich in gegensätzliche Richtungen entwickelnden Künstler in ihren Anfängen einander berührt haben.
Der Titel des Gemäldes ist namensgebend für den Spielfilm Egon Schiele: Tod und Mädchen aus dem Jahr 2016 von Regisseur Dieter Berner basierend auf dem biografischen Roman Tod und Mädchen: Egon Schiele und die Frauen von Hilde Berger.